# 塞萊茨 (沃洛德米爾區)

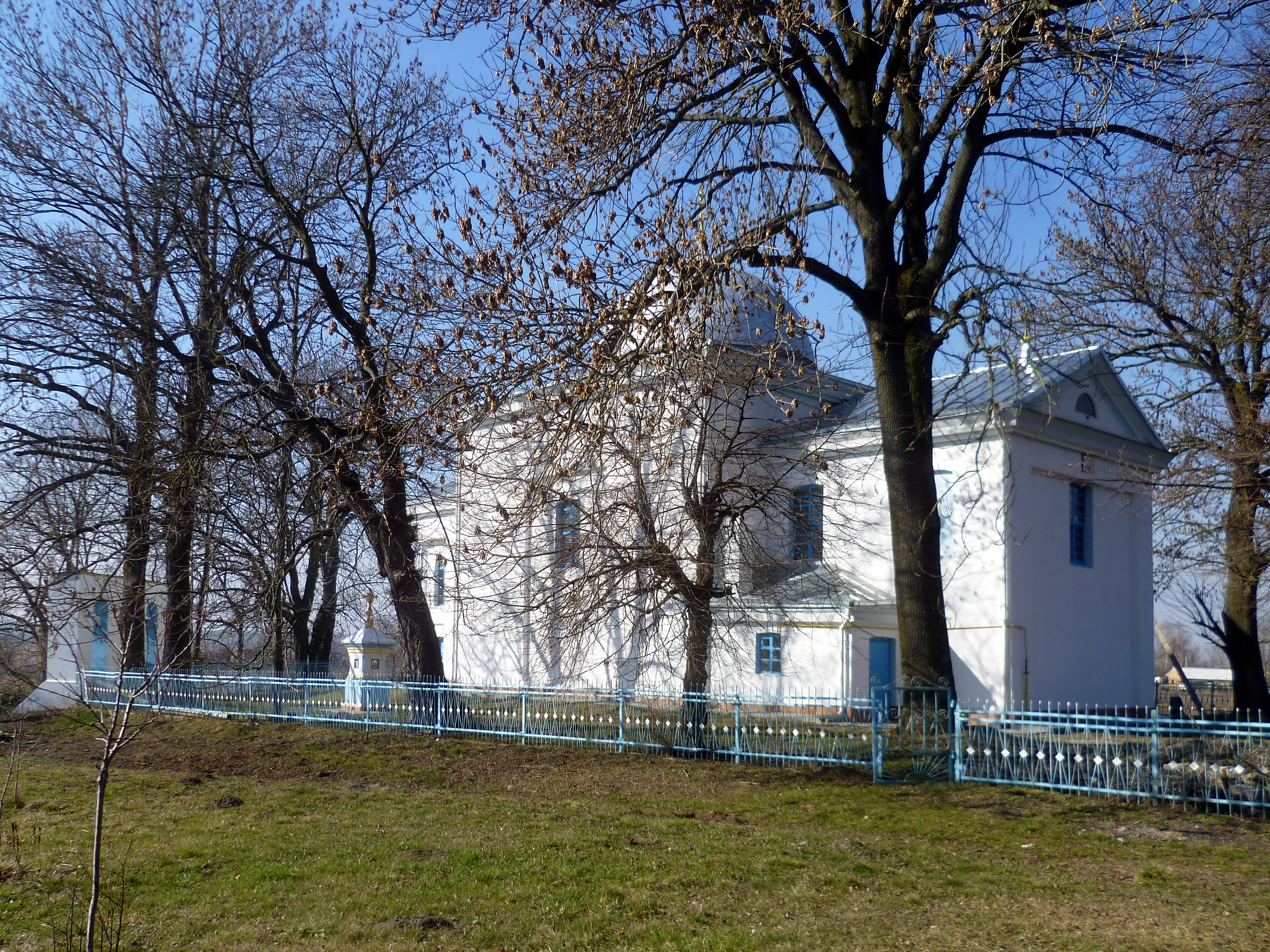
教堂

塞莱茨（烏克蘭語：Селець），是烏克蘭西部沃倫州沃洛德米爾區济姆内市镇内的村落。始建於1570年，面積0.96平方公里，海拔高度233米，2001年人口418，人口密度每平方公里434.51人。